# اتحاد النقابات العمالية السويسرية
اتحاد النقابات العمالية السويسرية ( إس جي بي) , (يو إس إس) هو المركز النقابي الوطني الأكبر في سويسرا.

## تاريخ الاتحاد
تأسس الاتحاد في عام 1880. يتمتع الاتحاد بعلاقات وثيقة مع الحزب الديمقراطي الاجتماعي السويسري (SPS). كانت روث دريفوس ، الرئيسة السابقة للاتحاد ، والعضو السابق في المجلس الفيدرالي السويسري ، مسؤولة سابقة في اتحاد النقابات العمالية السويسرية.

## المنظمات التابعة

### المنظمات التابعة الحالية
النقابات التالية منتسبة إلى اتحاد النقابات العمالية السويسرية:
| الاتحاد                               | تأسست | عضوية (2023) |
| ------------------------------------- | ----- | ------------ |
| أفينير سوشيال                         | 2005  | 3,785        |
| رابطة الموظفين الاتحاديين             | 1912  | 7,378        |
| غارانتو                               | 2001  | 2,614        |
| كابيرس                                | 1971  | 2,842        |
| نوتيلوس الدولية                       | 2011  | 530          |
| الخشب الجديد                          | 1998  | 23           |
| اتحاد موظفي البنك السويسري            | 1918  | 5,691        |
| اتحاد الموسيقيين السويسريين           | 1914  | 1,687        |
| جمعية تربوية الموسيقى السويسرية       | 1893  | 2,476        |
| الاتحاد السويسري لوسائل الإعلام       | 1974  | 2,666        |
| الاتحاد السويسري لموظفي الخدمة العامة | 1905  | 32,037       |
| سينديكوم                              | 2010  | 29,034       |
| يونيا                                 | 2004  | 174,540      |
| اتحاد عمال النقل                      | 1919  | 36,916       |